# Vlag van Huissen

Vlag van de gemeente Huissen
(1954/1955-2001)

De vlag van Huissen is het gemeentelijk dundoek van de voormalige gemeente Huissen in de Nederlandse provincie Gelderland. De vlag is ontworpen rond 1954/1955.
De vlag heeft een rode en een witte horizontale baan met daarop in het midden het wapen van de (voormalige) gemeente Huissen.
Op 1 januari 2001 is Huissen opgegaan in de gemeente Lingewaard, waarmee de vlag als gemeentevlag kwam te vervallen. Tot 1 januari 2003 droeg de nieuwe gemeente de naam Bemmel.
Ook na de gemeentelijke herindeling wordt de vlag in Huissen nog veel gebruikt.

## Eerdere vlag

Oude vlag van Huissen (niet-officieel)

Sierksma beschrijft in 1962 een niet-officiële vlag als volgt:
Twee evenhoge banen van wit en rood, met op het midden het gemeentewapen gedekt door een gele stedekroon van 4 waltorens.
De kleuren zijn afkomstig van het gemeentewapen.
Opmerking: De tekening van de vlag volgens Sierksma (blz.81) toont eigenlijk de vlag van Huizen.

## Verwante afbeeldingen

Wapen van Huissen
Vlag van de gemeente Lingewaard

Ammerzoden 
· Angerlo 
· Batenburg 
· Beesd 
· Bemmel 
· Bergh 
· Bergharen 
· Beusichem 
· Borculo 
· Brakel 
· Didam 
· Dinxperlo 
· Dodewaard 
· Dreumel 
· Echteld 
· Eibergen 
· Elst 
· Ewijk 
· Geldermalsen 
· Gendringen 
· Gendt 
· Gorssel 
· Groenlo 
· Groesbeek 
· Hedel 
· Heerewaarden 
· Hemmen 
· Hengelo 
· Herwen en Aerdt 
· Heteren 
· Heukelum 
· Hoevelaken 
· Horssen 
· Huissen 
· Hummelo en Keppel 
· Hurwenen 
· Kerkwijk 
· Kesteren 
· Laren 
· Lichtenvoorde 
· Lienden 
· Lingewaal 
· Maurik 
· Millingen aan de Rijn 
· Neede 
· Neerijnen 
· Overasselt 
· Rijnwaarden 
· Rossum 
· Ruurlo 
· Steenderen 
· Ubbergen 
· Valburg 
· Vorden 
· Wadenoijen 
· Wamel 
· Warnsveld 
· Wehl 
· Wisch 
· Zelhem 
· Zoelen